# Siparuna guianensis
Espèce
Classification APG III (2009)
Synonymes
- Citrosma campora Tul.
- Citrosma discolor Poepp. & Endl.
- Citrosma guianensis (Aubl.) Tul.
- Citrosma guianensis var. divergentifolia Tul.
- Citrosma guianensis var. nuda Tul.
- Siparuna archeri A.C. Sm.
- Siparuna arianeae V. Pereira
- Siparuna camporum (Tul.) A. DC.
- Siparuna cavalcantei Jangoux, Jacques Ivan G.
- Siparuna cuspidata (Tul.) A. DC.
- Siparuna discolor (Poepp. & Endl.) A. DC.
- Siparuna duckeana Jangoux, Jacques Ivan G.
- Siparuna foetida Barb. Rodr.
- Siparuna guianensis var. divergentifolia (Tul.) A. DC.
- Siparuna guianensis var. glabrescens A. DC.
- Siparuna guianensis var. longifolia A. DC.
- Siparuna guianensis var. nitens Kuntze
- Siparuna itacaiunensis Jangoux, Jacques Ivan G.
- Siparuna panamensis A. DC.
- Siparuna savanicola Jangoux, Jacques Ivan G.[2]

Statut de conservation UICN

 LC  : Préoccupation mineure
Siparuna guianensis est une espèce de plantes à fleurs de la famille des Siparunaceae (ou anciennement des Monimiaceae selon Cronquist). C'est un arbre ou un arbuste ayant une répartition néotropicale.
Siparuna guianensis Aubl. est l'espèce type du genre Siparuna Aubl..
En Guyane, on appelle cette plante vénéré, viniré (Créole), enẽmɨ'o, wainɨmɨ'o (Wayãpi), yariwapna (Palikur), kapasi wiwii (Aluku) ou capitiú, caá-pitiú (Portugais). Il est aussi appelé hierba de pasmo au Panama, Bogwood au Guyana et erva-de-rato ou catingueira-de-paca au Brésil.

## Répartition
On rencontre Siparuna guianensis du Brésil au Costa Rica en passant par le Pérou, la Colombie et les Guyanes. 

## Description
Siparuna guianensis est un arbre ou arbuste aromatique (huile essentielle), monoïque atteignant jusqu'à 20 m de hauteur. Ses branches sont cylindriques ou légèrement aplaties, rougeâtre à brun verdâtre, tomenteuses ou glabrescentes. Les feuilles sont opposées, pergaminées, principalement strigilleuses apprimées et glabrescentes au-dessus, et à pubescence étoilée, voire glabrescentes en dessous. Les limbes sont entiers, oblongs à elliptiques, apicalement aigus à longuement acuminés, cunéiformes à base à tronquée, généralement symétriques, long de 5-25 cm pour 3-10 cm de large, avec 7 à 11 nervures latérales de chaque côté de la nervure principale. Les pétioles mesurent  5-10(-15) mm de long. Les inflorescences staminées (comportant une partie mâles) sont hermaphrodites ou unisexuées, composées de 2-4 (jusqu'à 21) cymes fleuries à l'aisselle de chaque feuille. Elles sont de couleur jaune et portent une pubescence étoilée partout. Les pédicelles sont longs de 3 mm. On compte 4-6 tépales, deltoïdes à hémisphériques. On compte (8-)10-14 étamines. Les inflorescences carpellées (comportant une partie femelle) sont semblables aux inflorescences mâle. Les fruits rosés globuleux, regroupés en agrégats, mesurent 8-14 mm de longs, et autant de large. À maturité, les fruits éclatent de façon irrégulière, exposant quelques graines grisâtres tuberculées dans une masse charnue jaunâtre.

## Écologie
On rencontre Siparuna guianensis dans les lisières, les sous-bois et les zones de régénération forestière. Contenant un arille sucré, ses fruits sont zoochores. 
On a pu montrer que les oiseaux Antilophia galeata, Antilophia galeata, Lanio penicillatus et Dacnis cayana sont parmi les principaux disséminateurs de ses graines dans la région du Cerrado brésilien.

## Usages
Siparuna guianensis et les espèces proches sont des plantes médicinales réputées chez les populations rurales et amérindiennes d'Amazonie. Souvent présentes sur les marchés, elles sont vendues pour leurs propriétés vulnéraires, cicatrisantes, carminatives, excitantes et antispasmodiques, contre les douleurs d'estomac et comme déparasitant.
En Guyane, les feuilles sont à l'origine d'une tisane créole considérée comme fébrifuge, abortive et ocytocique, hypotensive sous forme de décoction salée, tandis que leur macération dans l'alcool serait vulnéraire et réduirait les œdèmes. La décoction de l'écorce et des feuilles est bue et prise sous forme de bain comme anti-grippale, fébrifuge et "rafraichissante" d'après les Wayãpi et les Aluku du haut Maroni. Les feuilles entrent dans la composition de remèdes Palikurs contre les fractures, facilitant les accouchements, d'anti-inflammatoires sur les coups et d'insecticides anti-puces.
Au Panama il est utilisé comme remède traditionnel contre les coliques et comme vermifuge pour la volaille.

## Histoire naturelle
En 1775, le botaniste Aublet propose la diagnose suivante : 

« SIPARUNA Guianensis. (Tabula 333.)

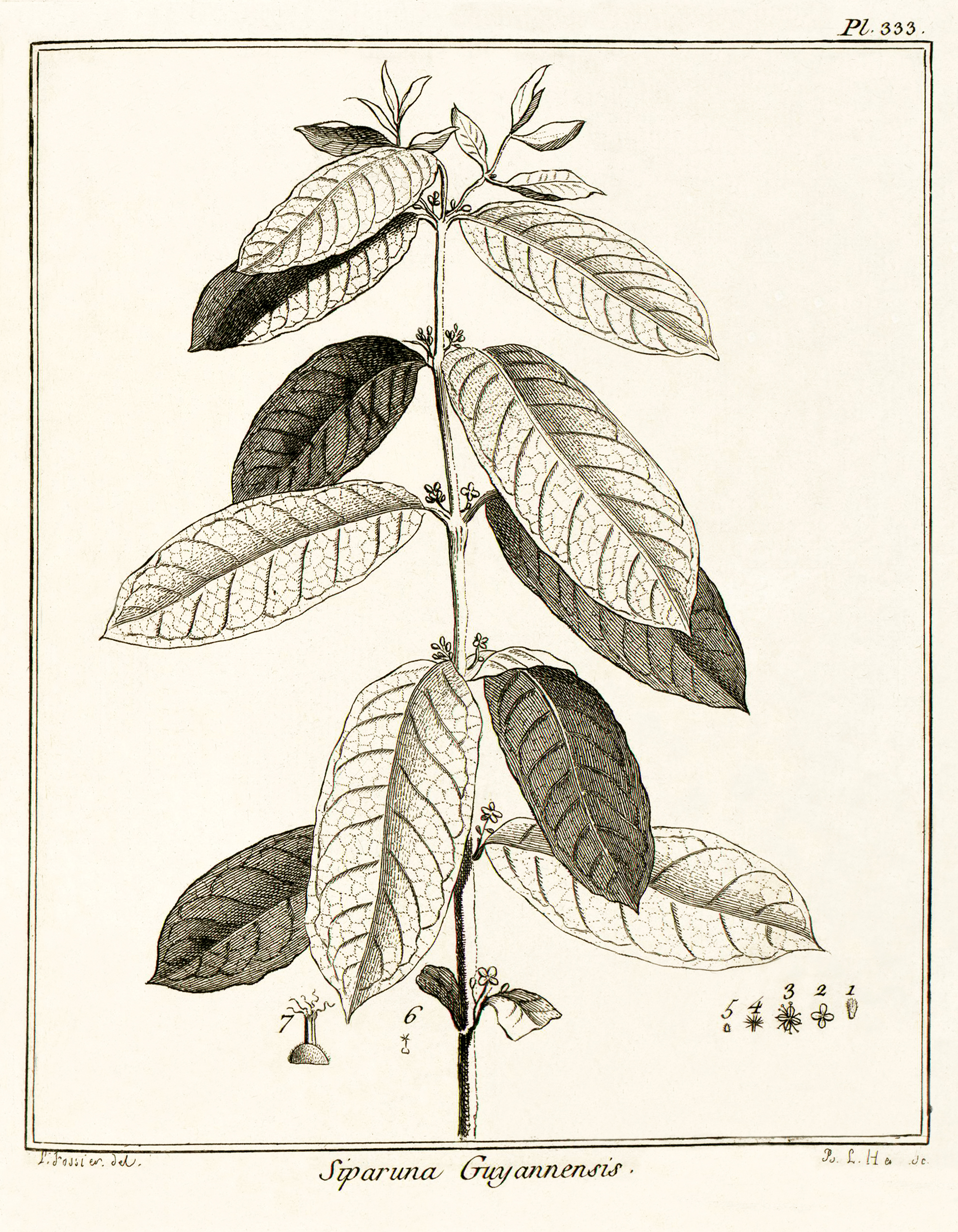
Siparuna guianensis (Pl. 333) d'après Aublet, 1775 (1. Bouton de fleur. - 2. Calice. - 3. Fleur mâle. - 4. Fleur femelle. Style. Stigmates. - 5. Ovaire. - 6. Ovaire. Styles. Stigmates. - 7. Ovaire. Styles. Stigmates groſſis.)

Frutex humilis, ramos rectos emittens, sex vel octo-pedales, simplices. Folia opposita, glabra, subsessilia, ovato-oblonga, acuta. Flores axillares, virides, minimi, in exiguis corymbis; masculi cum ſemineis mixti.
Floret Augusto.
Habitat ad rivulorum ripas in territorio Oyac dicto. »

« LE SIPARUNE de la Guiane. (PLANCHE 333.)
La racine de cet arbrisseau pousse un tronc qui, a la hauteur de deux ou trois pieds, commence à jetter de longues branches grêles, droites, hautes d'environ sept à huit pieds; quelques-unes de ces branches donnent a leur sommet des rameaux opposés. Leur écorce est verte, lisse. Le bois est blanc & cassant. Ces branches, de même que les rameaux, sont noueuses, garnies, a chaque nœud, de deux feuilles opposées. Elles sont vertes, lisses, entières, ovales, terminées par une pointe. Leur pédicule est court. Les plus grandes ont cinq pouces de longueur, sur deux de largeur. De l'aisselle de chaque feuille naissent deux ou trois petits bouquets de fleurs verdâtres, dont les unes sont mâles & les autres femelles. Les fleurs mâles ont le calice d'une seule pièce divisée en quatre parties arrondies.
Il n'y a point de corolle.
Les étamines sont au nombre de quatre, six, huit ou dix, car leur nombre varie. Elles sont rangées autour d'un petit corps velu, qui couvre le fond du calice. Leur filet est fort grêle. L'anthère est ronde, à deux bourses. 
Le calice de la fleur femelle est d'une seule pièce, divisé profondément en quatre parties arrondies. Elle n'a point de corolle ni d étamines.
Le pistil est un ovaire arrondi qui occupe le fond du calice i il est ſurmonté d'un style cannelé, terminé par cinq stigmates allongés, grêles.
Je n'ai pas vu l'ovaire dans sa maturité. 
Cet arbrisseau croît sur le bord des courants d'eau douce, dans le quartier d'Oyac, dépendant de la paroisse d'Aroura. 
Il étoit en fleur au mois d'Août.
Les fleurs de cet arbrisseau sont très petites. On les a représentées de grandeur naturelle. On s'est contente de grossir le pistil de la fleur femelle. »

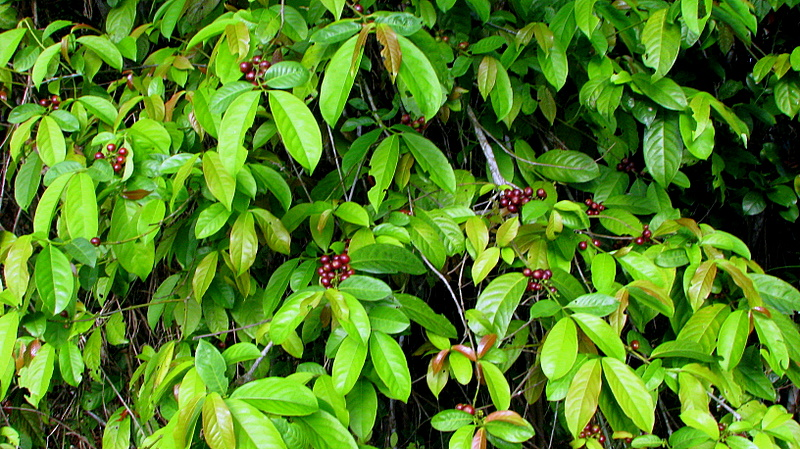
vue d'ensemble de Siparuna guianensis
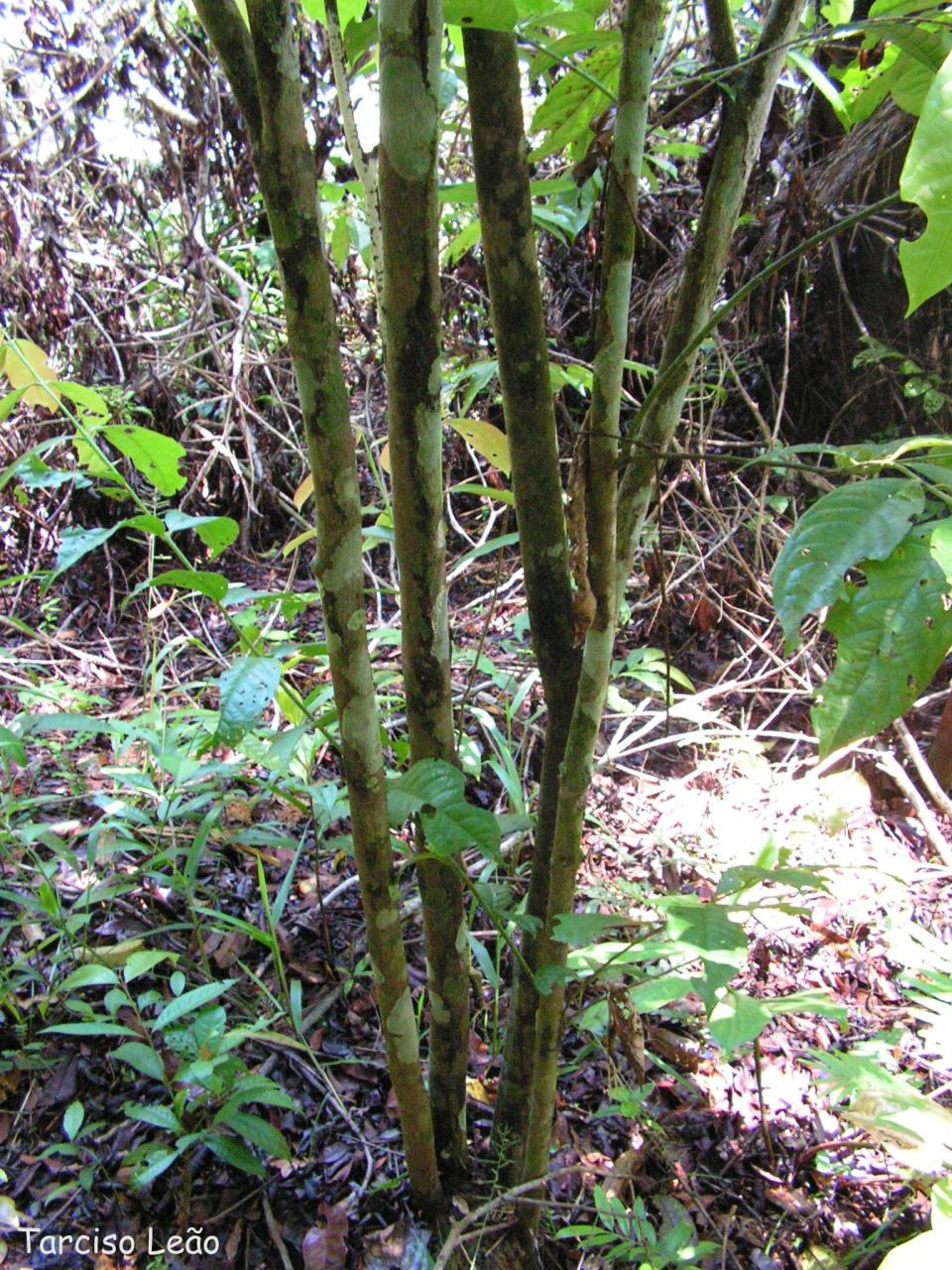
Siparuna guianensis
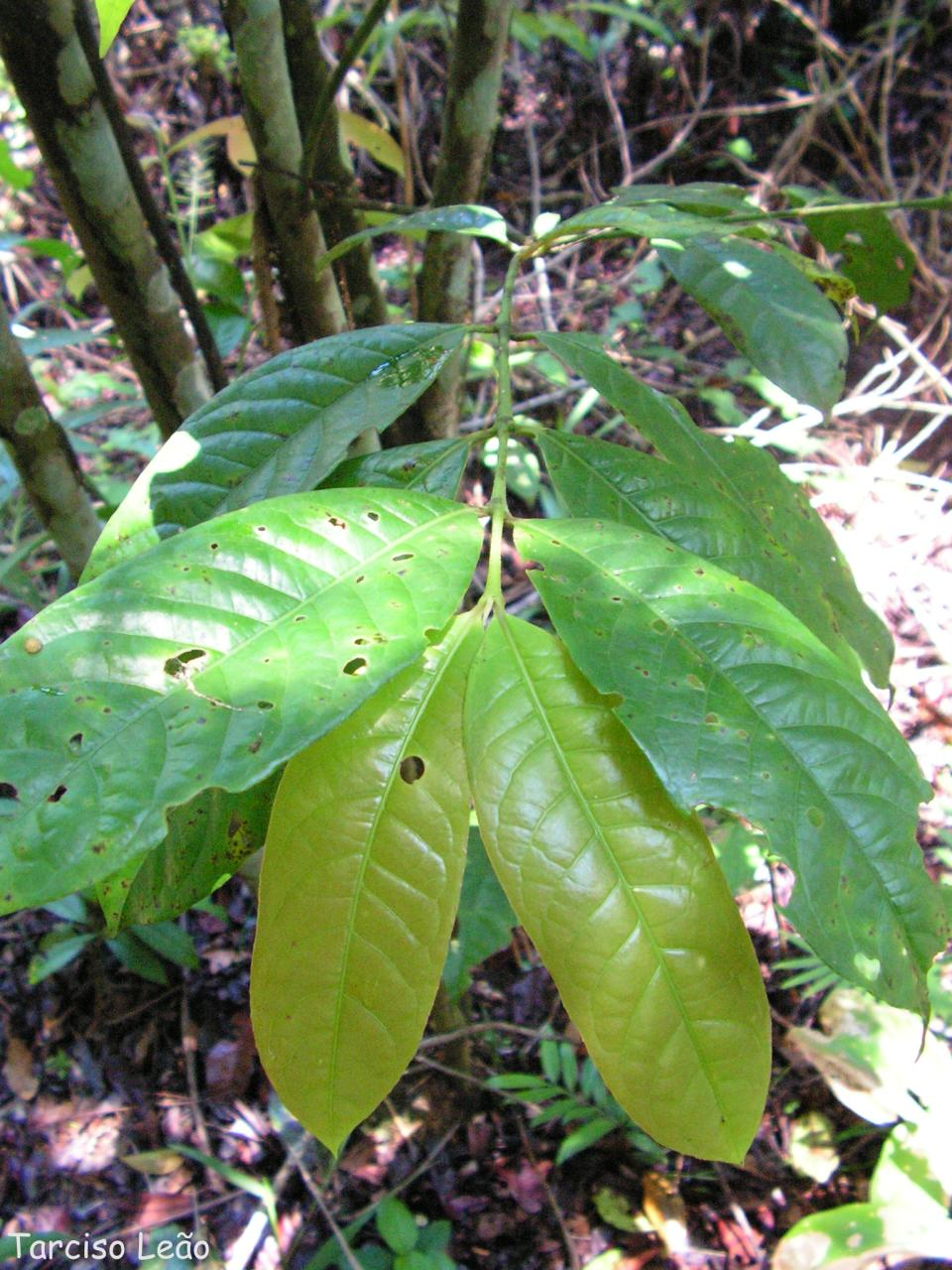
feuilles de Siparuna guianensis
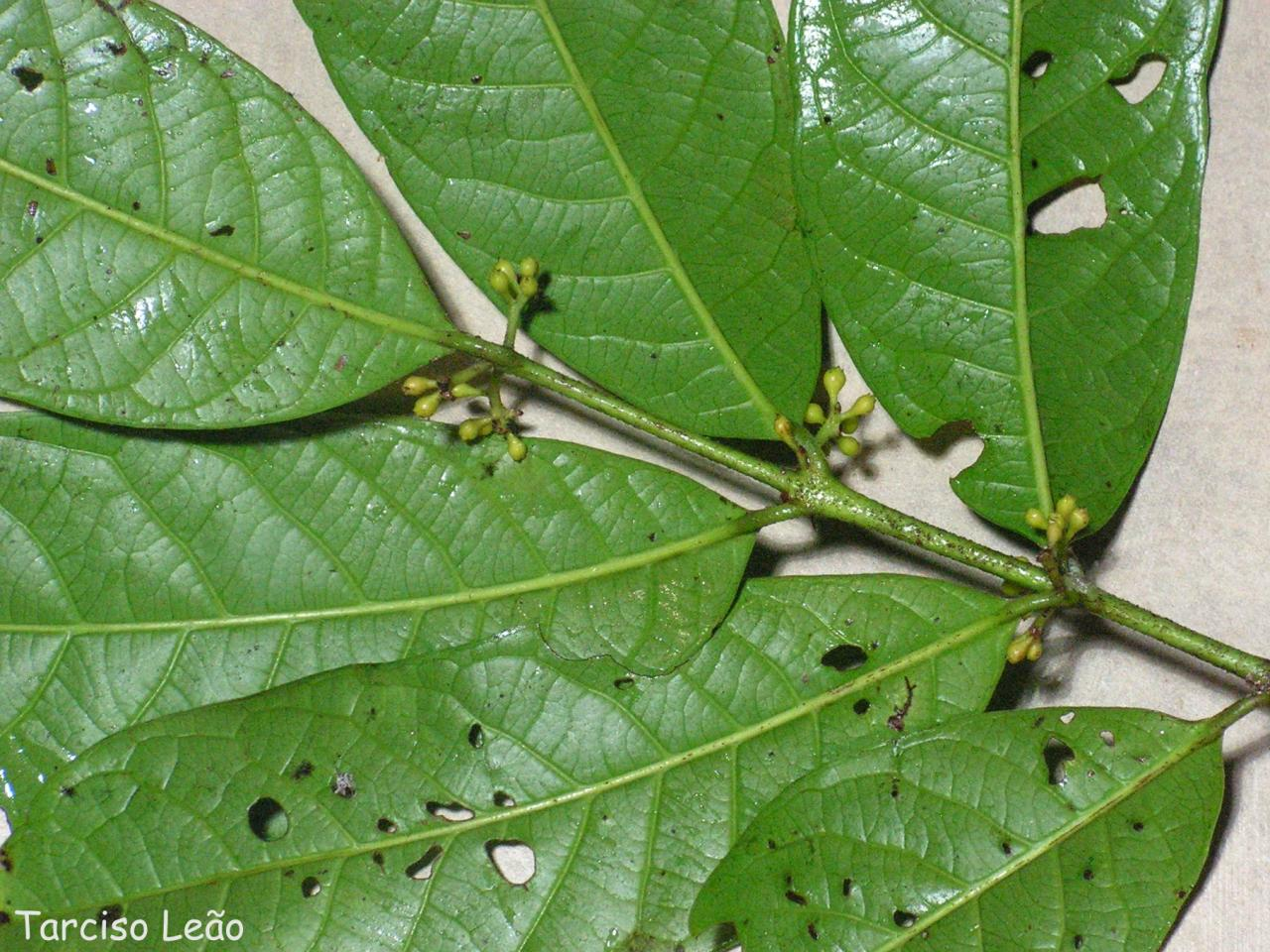
boutons floraux de Siparuna guianensis
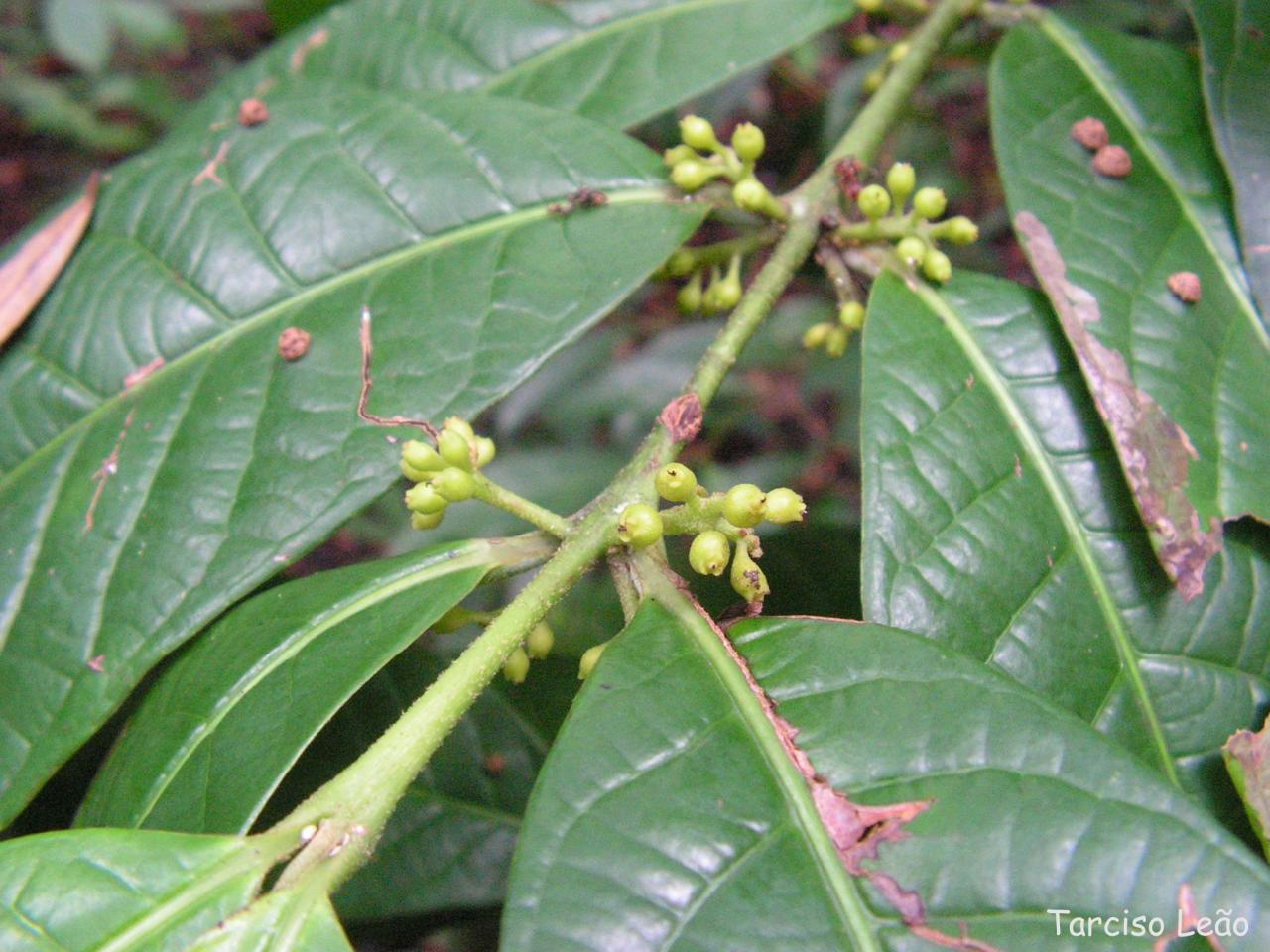
fleurs de Siparuna guianensis
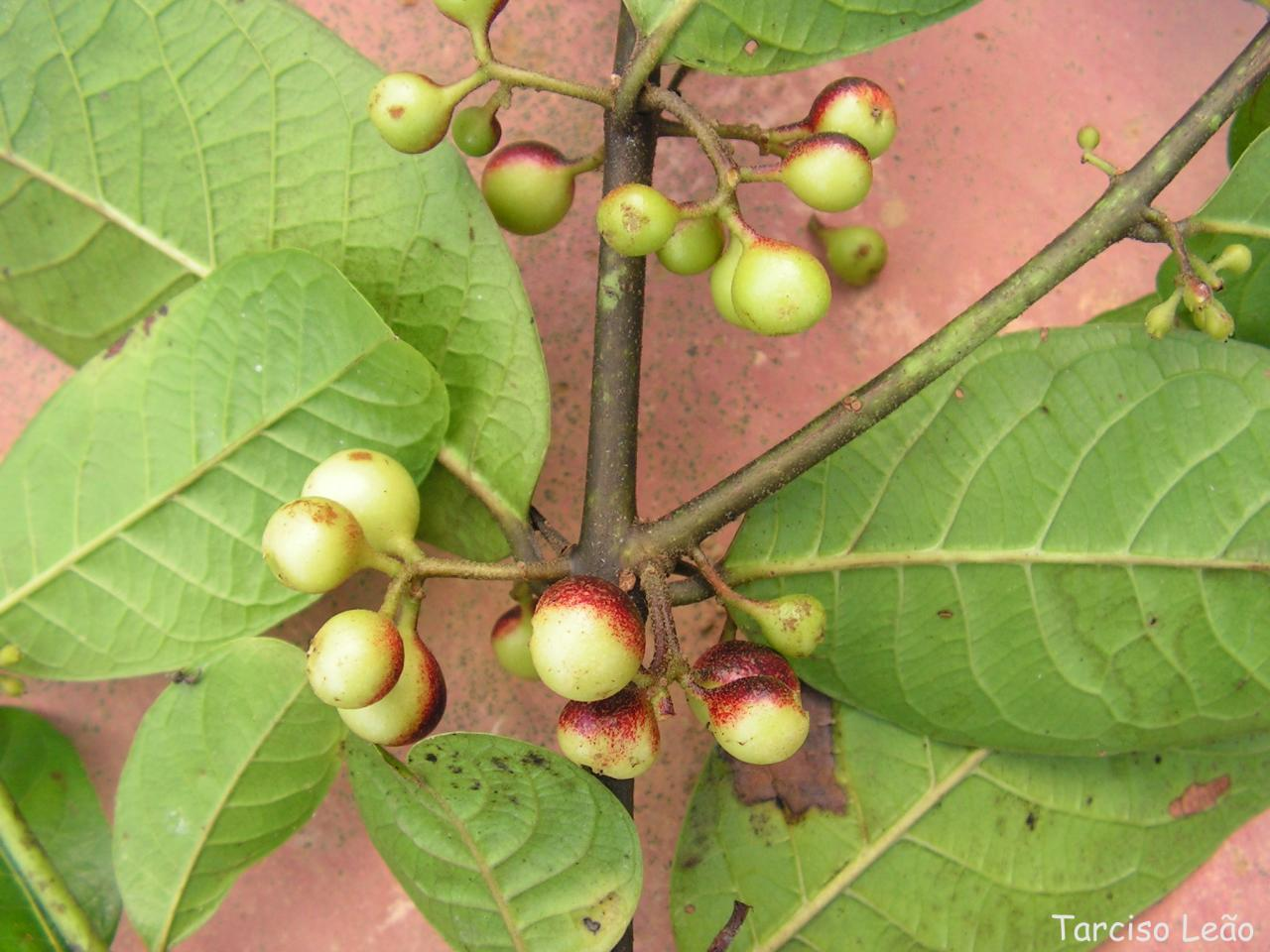
jeunes fruits de Siparuna guianensis
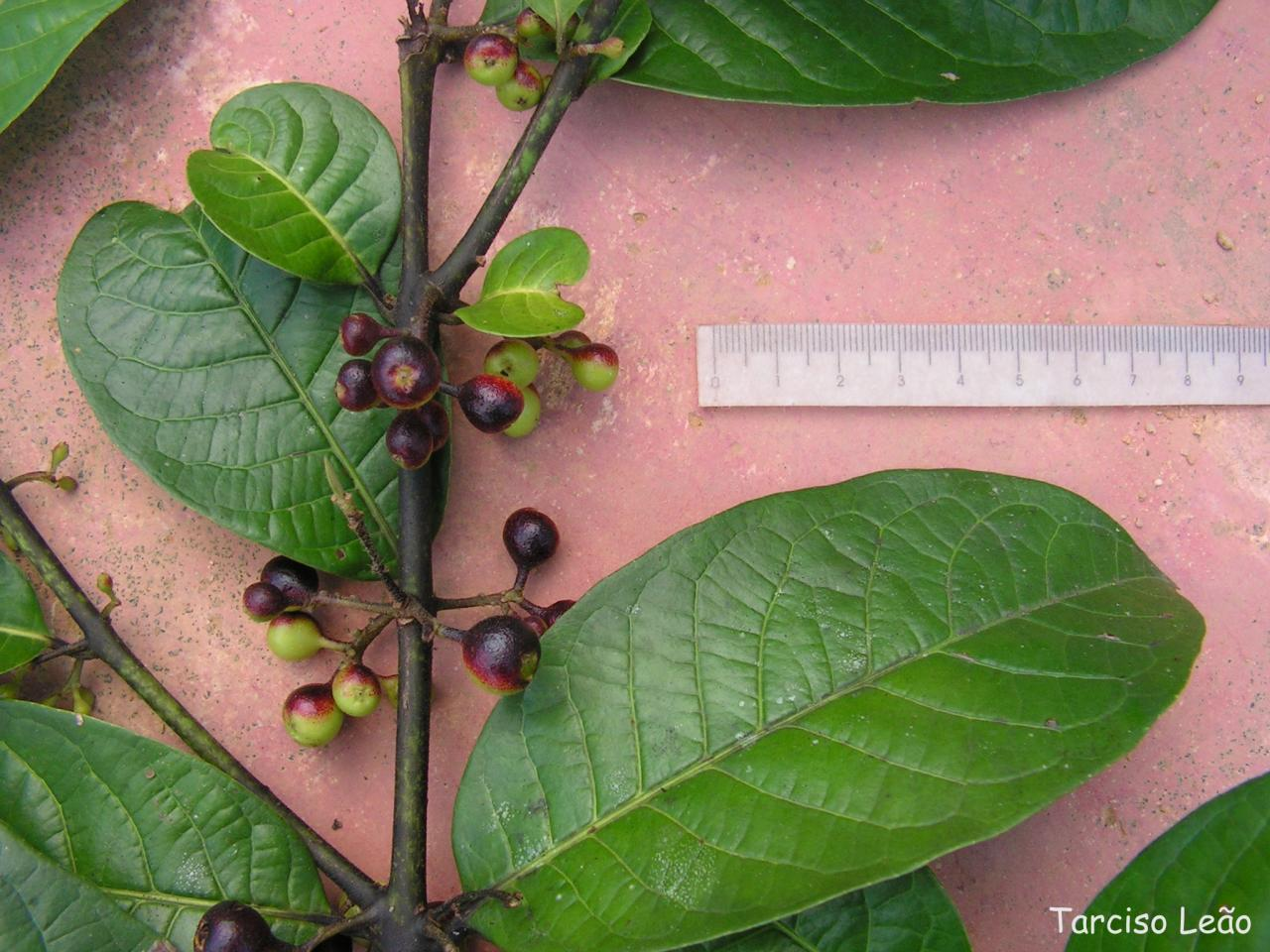
fruits de Siparuna guianensis
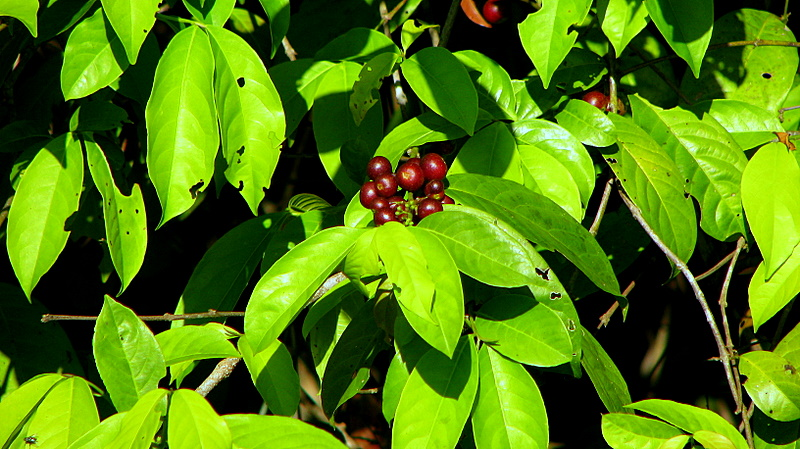
fruit de Siparuna guianensis
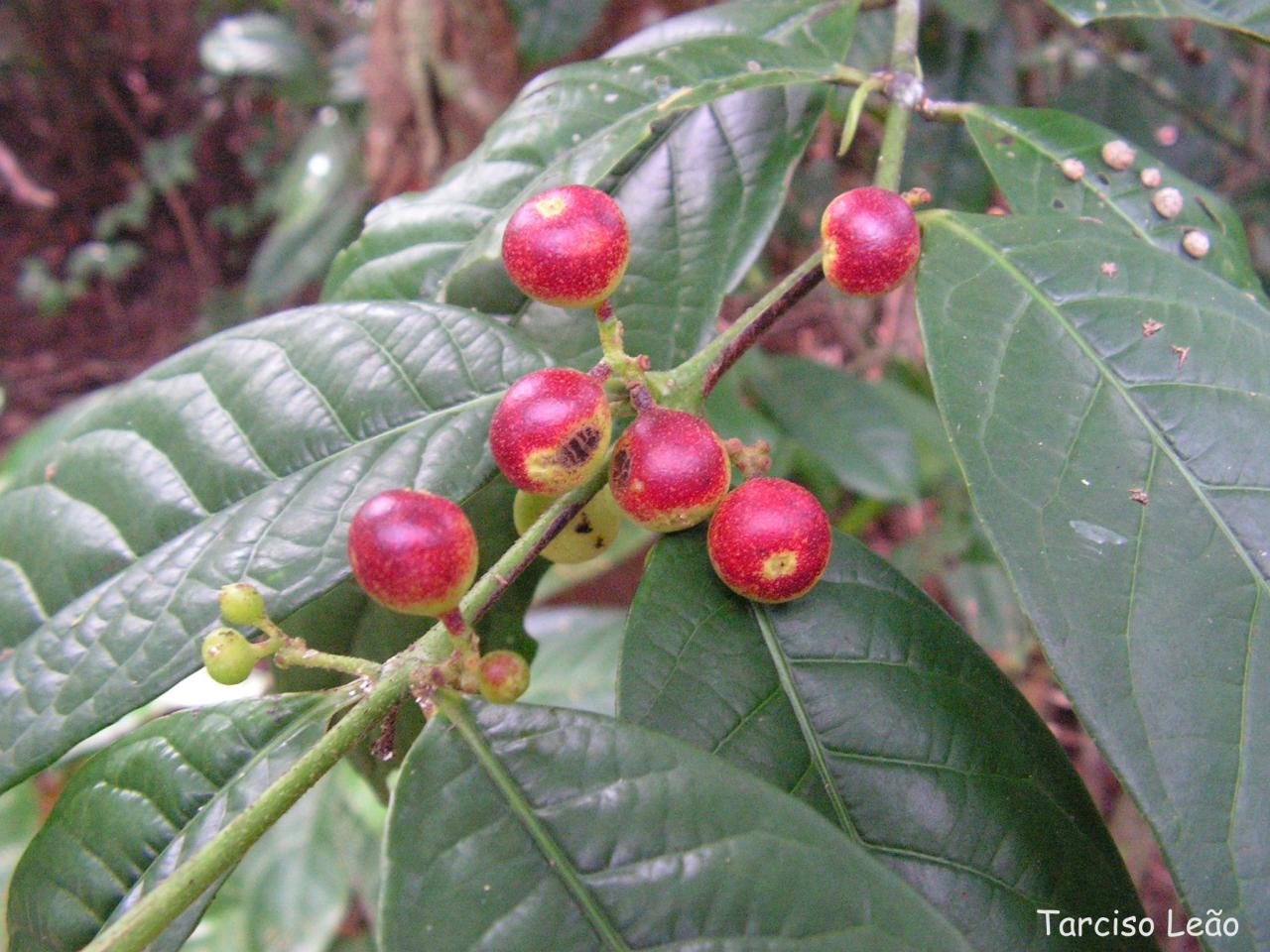
fruit de Siparuna guianensis
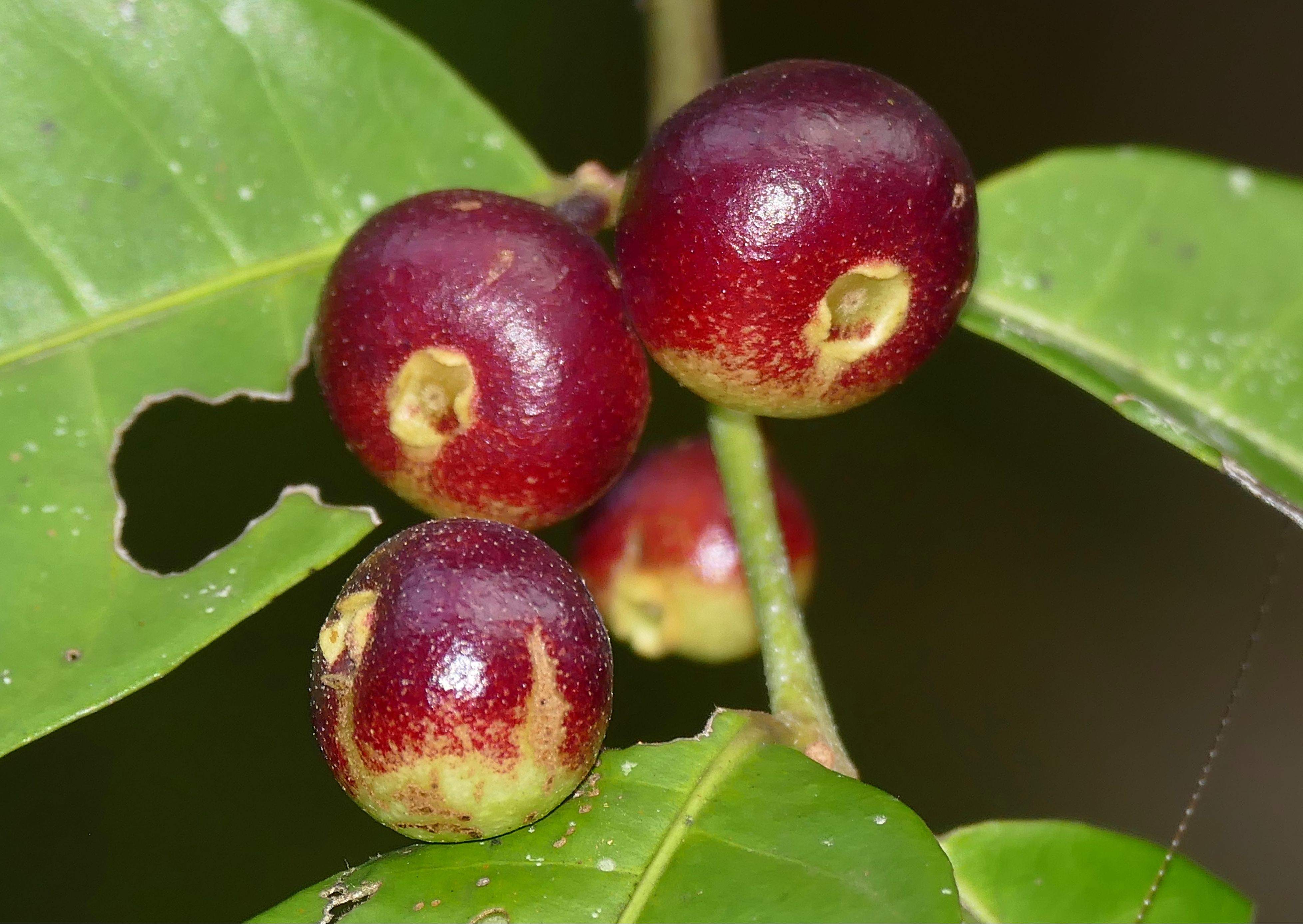
fruits de Siparuna guianensis
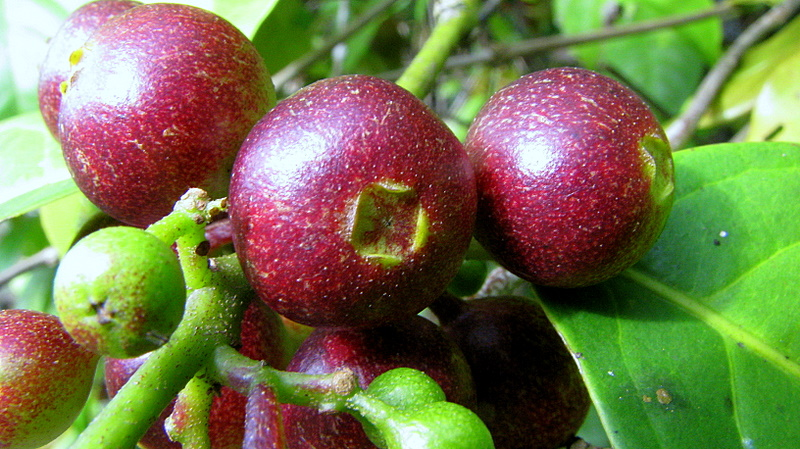
fruits de Siparuna guianensis
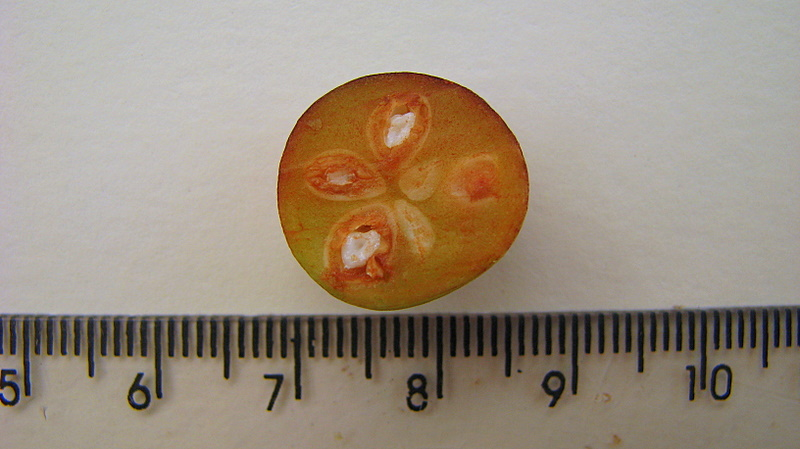
coupe de fruit immature de Siparuna guianensis
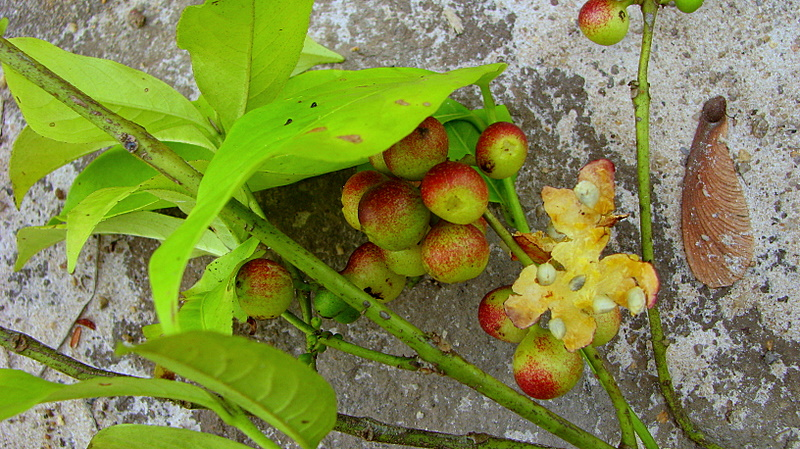
fruits matures de Siparuna guianensis
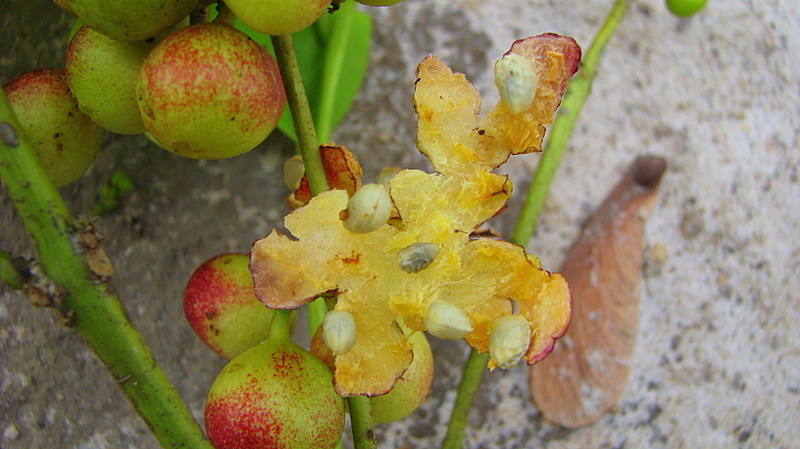
fruits matures de Siparuna guianensis
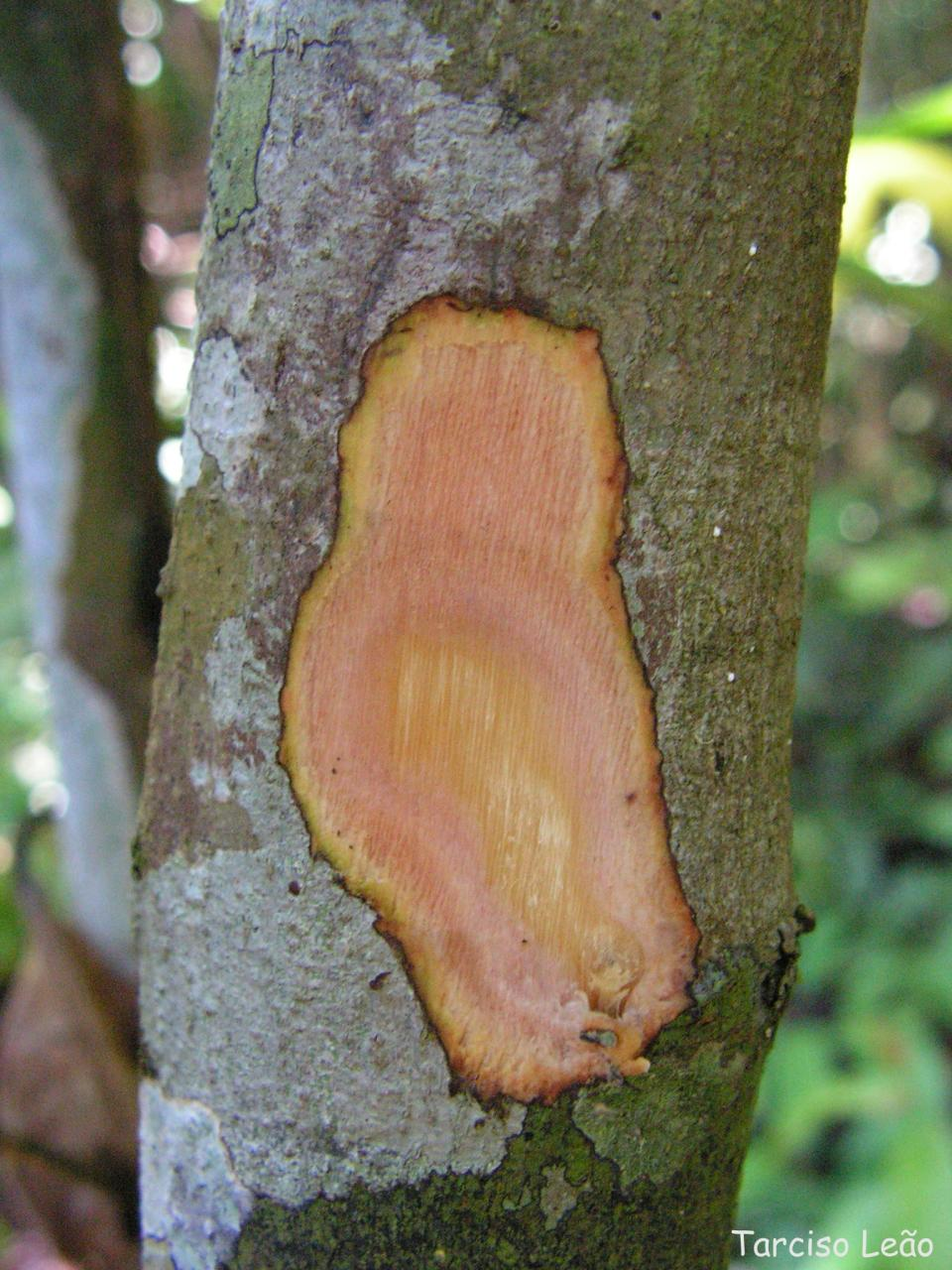
écorce de Siparuna guianensis